# Hans Richter (Richter)
Hans Hermann Ludwig Richter (* 29. April 1885 in Glatz; † 17. Mai 1954 in Wiesbaden) war ein deutscher Jurist.

## Leben
Hans Richter war ein Sohn des in Glatz niedergelassenen Arztes Paul Richter, dessen Familie ursprünglich aus Salzburg stammte, und seiner Ehefrau Ottillie Steinhauss (* 1859), welche aus einer Familie hessischer Theologen und Juristen entstammte. Sein älterer Bruder Rudolf wurde später Professor der Geologie.
Hans Richter war 1909 Referendar, wurde 1913 Gerichtsassessor und 1916 Staatsanwalt in Hanau. Er gehörte von 1919 bis 1921 der liberalen DDP an, war aber nicht in der NSDAP. 1920 wurde er Staatsanwaltschaftsrat und gehörte von Mitte 1922 bis Ende 1924 der Reichsanwaltschaft an. Er war von 1929 bis 1935 Ministerialrat im Reichsjustizministerium, leitete dort das Pressereferat und arbeitete an der Reform des Nebenstrafrechts mit. Hans von Dohnanyi war bis 1932 Hilfsreferent bei ihm. Anschließend war er ab 1936 Reichsanwalt am Reichsgericht in Leipzig. Dort leitete er bis 1945 die Abteilung V der Reichsanwaltschaft. Zusätzlich war er Bearbeiter von Nichtigkeitsbeschwerden. Adolf Schönkes Kommentar zum Strafgesetzbuch, erschienen 1941/42, kritisierte er in einer Rezension als das er das „Täterrecht“ zu zurückhaltend betrachtet.
Trotz allem konnte er sich bei seiner Entnazifizierung, auch aufgrund einer eidesstattlichen Erklärung von Christine von Dohnanyi, als Opfer der Nationalsozialisten darstellen. Er wurde als Mitläufer eingestuft.
Nach dem Krieg war er als Ministerialrat im Hessischen Justizministerium und dort Leiter der Abteilung III (Straf- und Strafprozessrecht). Er war vom 2. Oktober 1950 bis 31. Dezember 1952 Senatspräsident des neu gebildeten 1. Strafsenats am Bundesgerichtshof. Die Wahl erfolgte auf Vorschlag des Bundesjustizministers Thomas Dehler. Anschließend wurde er pensioniert. Dabei wurde ihm das Große Verdienstkreuz verliehen.

## Aufarbeitung der NS-Justiz
In seine Zeit als Senatspräsident fiel die Aufbereitung einer Vielzahl von Denunziationsverbrechen der NS-Justiz. Nach dem Krieg reichten viele der geschädigten Anzeigen ein.
Im Februar 1952 kommunizierte der Oberbundesanwalt Carlo Wiechmann, dass er die ersten Anzeigen an den Strafsenat des BGH geben würde. Er vertrat dabei die Meinung, dass eine Denunziation nur verfolgt werden sollte, wenn auch der Richter rechtswidrig gehandelt hatte. Dies ging dem zuständige Strafrechtsreferent Eduard Dreher zu weit, sah er doch Beweisschwierigkeiten und die Gefahr, dass bei der Auslegung hin zu einer Unrichtigkeit der damaligen Rechtsauslegung in der Folge die Rechtskraft einer Vielzahl von Urteilen angezweifelt werden könnte. Es hätten Prozesse nicht nur gegen die Denunzianten, sondern auch gegen Richter und Staatsanwälte geführt werden müssen.
Staatssekretär Walter Strauß folgte im März 1953 der Auffassung. In der Folge äußerte sich auch Richter, welcher ja trotz seiner Tätigkeit als Reichsanwalt entnazifiziert wurde, zu diesem Sachverhalt und mahnte zur Vorsicht. Er sah die Auslegung des Oberbundesanwalts als zu scharf an, verwies auf die damalige Situation, welche die Lage der Anzeigenerstatter anders darstellte. Dreher formuliert danach, dass nur Anzeige verfolgt werden sollten, welche „ohne Not“ erstattet wurden. Richter äußerte weitere Bedenken zum Anschein, dass Urteile des Reichsgerichts potentiell rechtswidrig seien. Er selbst konnte nicht mehr maßgeblich die betreffenden Urteile verhandeln, aber in der Folgezeit wurden einige Verfahren gegen Denunzianten, so z. B. Ende Juni 1953 gegen einen Hamburger, durch das BGH mit Freispruch abgeschlossen.
In einem 1975 in der Deutschen Richterzeitung publizierten Artikel verklärte Ludwig Martin die Rolle der Reichsanwaltschaft in der NS-Zeit. Oberreichsanwalt Emil Brettle sowie die Reichsanwälte Carl Kirchner und Hans Richter charakterisierte er als Gegner des Nationalsozialismus, was tatsächlich unhaltbar ist. 

## Ehrungen
- 1953: Großes Verdienstkreuz der Bundesrepublik Deutschland